# Obština Smoljan
Obština Smoljan (bulharsky Община Смолян) je bulharská jednotka územní samosprávy ve Smoljanské oblasti. Leží v jižním Bulharsku v Západních Rodopech podél hranic s Řeckem. Správním střediskem je město Smoljan, kromě něj obština zahrnuje 80 vesnic. Žije zde zhruba 36 tisíc stálých obyvatel.

## Sídla
| - Aligovska - Arda - Belev Dol - Biljanska - Borikovo - Bostina - Bukacite - Bukata - Čepleten - Čereškite - Čerešovo - Čerešovska Reka - Čokmanovo - Čučur - Dimovo - Dunevo - Elenska - Eljovo - Fatovo - Gabrica - Gela - Gorna Arda - Gorovo - Gozdevica - Gradăt - Graštica - Gudevica | - Chasovica - Isjovci - Katranica - Kiselčovo - Kokorovo - Košnica - Kremene - Kukuvica - Kutela - Lăka - Levočevo - Lipec - Ljulka - Milkovo - Mogilica - Momčilovci - Mugla - Nadarci - Orešec - Ostri Pazlak - Peštera - Petkovo - Pisanica - Podvis - Polkovnik Serafimovo - Poprelka - Potoka | - Rečani - Reka - Rovina - Sărnino - Selište - Sivino - Slavejno - Smiljan - Smoljan (sídlo správy) - Sokolovci - Solišta - Sredok - Stikăl - Stojkite - Straža - Široka Lăka - Tărăn - Tikale - Trebište - Turjan - Uchlovica - Vălčan - Vărbovo - Vievo - Vlachovo - Zaevite - Zmievo |

## Sousední obštiny
| Růžice kompasu | Čepelare | Lăki            | Banite | Růžice kompasu |
| Růžice kompasu | Devin    | Sever           | Madan  | Růžice kompasu |
| Růžice kompasu | Devin    | Obština Smoljan | Madan  | Růžice kompasu |
| Růžice kompasu | Devin    | Jih             | Madan  | Růžice kompasu |
| Růžice kompasu |          | Rudozem         |        | Růžice kompasu |

## Obyvatelstvo
V obštině žije 36 250 stálých obyvatel a včetně přechodně hlášených obyvatel 43 054. Podle sčítáni 1. února 2011 bylo národnostní složení následující:
- Bulhaři: 32 708 (97.2 %)
- Romové: 301 (0.9 %)
- Turci: 170 (0.5 %)
- ostatní: 459 (1.4 %)